# 陈叔敖
陳叔敖（572年—7世纪），字子仁，陳宣帝陈頊第二十一子，母亲是施姬。
至德元年（583年）十月丁酉日，陳后主立陳叔敖为临贺王。不久为仁武将军，置佐史。祯明三年（589年），陈朝灭亡，陳叔敖入隋。大业年间为仪同三司。